# Хэтэуэй, Джон
Джон Лоренс Хэтэуэй (англ. John Lawrence Hathaway; род. 1 июля 1987, Брайтон, Восточный Суссекс) — английский боец смешанного стиля, представитель полусредней весовой категории. Выступал на профессиональном уровне в период 2006—2014 годов, известен по участию в турнирах бойцовских организаций UFC и Cage Rage.

## Биография
Джон Хэтэуэй родился 1 июля 1987 года в городе Брайтон графства Восточный Суссекс, Англия.
В юные годы играл в регби и занимался вольной борьбой, дважды был финалистом национального чемпионата Великобритании по вольной борьбе.

### Начало профессиональной карьеры
Дебютировал в смешанных единоборствах на профессиональном уровне в июне 2006 года, в первом же раунде принудил своего соперника к сдаче с помощью удушающего приёма сзади.
Начиная с 2007 года выступал в крупном английском промоушене Cage Rage, где в общей сложности одержал шесть побед.

### Ultimate Fighting Championship
Имея в послужном списке десять побед без единого поражения, Хэтэуэй привлёк к себе внимание крупнейшей бойцовской организации мира Ultimate Fighting Championship и подписал с ней долгосрочный контракт на четыре боя. В дебютном поединке в октагоне UFC в январе 2009 года выиграл техническим нокаутом в первом раунде у Тома Игана. Позже в том же году по очкам победил Рика Стори и Пола Тейлора.
В мае 2010 года одержал одну из самых значимых побед в своей карьере, встретившись с ветераном организации Диего Санчесом. Противостояние между ними продлилось все отведённые три раунда, в итоге судьи единогласным решением отдали победу Хэтэуэю.
Первое в профессиональное карьере поражение потерпел в октябре 2010 года — единогласным судейским решением от Майка Пайла.
В марте 2011 года раздельным решением выиграл у Криса Маккрея.
В 2012 году отметился победами единогласным решением над такими бойцами как Паскаль Краусс и Джон Магуайр.
В июне 2013 года должен был встретиться с Эриком Силвой, но снялся с турнира и был заменён Джейсоном Хаем.
На турнире в Китае в марте 2014 года вышел в клетку против корейца Ким Дон Хёна. В третьем раунде пропустил сильный удар локтем с разворота и оказался в нокауте, потерпев таким образом второе поражение в карьере.
На июль 2015 года планировался бой против исландца Гуннара Нельсона, однако Хэтэуэй снялся с турнира, сославшись на травму, и был заменён Брэндоном Тэтчем.
Ещё в 2010 году Хэтэуэю диагностировали болезнь Крона, из-за которой он в конечном счёте вынужден был отказаться от выступлений в ММА.

## Статистика в профессиональном ММА
| Боёв 19  | Побед 17 | Поражений 2 |
| -------- | -------- | ----------- |
| Нокаутом | 5        | 1           |
| Сдачей   | 4        | 0           |
| Решением | 8        | 1           |

| Результат | Рекорд | Соперник           | Способ                 | Турнир                                              | Дата             | Раунд | Время | Место              | Примечание |
| --------- | ------ | ------------------ | ---------------------- | --------------------------------------------------- | ---------------- | ----- | ----- | ------------------ | ---------- |
| Поражение | 17-2   | Ким Дон Хён        | KO (удар локтем)       | The Ultimate Fighter China Finale: Kim vs. Hathaway | 1 марта 2014     | 3     | 1:02  | Макао, Китай       |            |
| Победа    | 17-1   | Джон Магуайр       | Единогласное решение   | UFC on Fuel TV: Struve vs. Miocic                   | 29 сентября 2012 | 3     | 5:00  | Ноттингем, Англия  |            |
| Победа    | 16-1   | Паскаль Краусс     | Единогласное решение   | UFC on Fox: Diaz vs. Miller                         | 5 мая 2012       | 3     | 5:00  | Ист-Ратерфорд, США |            |
| Победа    | 15-1   | Крис Маккрей       | Раздельное решение     | UFC Fight Night: Nogueira vs. Davis                 | 26 марта 2011    | 3     | 5:00  | Сиэтл, США         |            |
| Поражение | 14-1   | Майк Пайл          | Единогласное решение   | UFC 120                                             | 16 октября 2010  | 3     | 5:00  | Лондон, Англия     |            |
| Победа    | 14-0   | Диего Санчес       | Единогласное решение   | UFC 114                                             | 29 мая 2010      | 3     | 5:00  | Лас-Вегас, США     |            |
| Победа    | 13-0   | Пол Тейлор         | Единогласное решение   | UFC 105                                             | 14 ноября 2009   | 3     | 5:00  | Манчестер, Англия  |            |
| Победа    | 12-0   | Рик Стори          | Единогласное решение   | UFC 99                                              | 13 июня 2009     | 3     | 5:00  | Кёльн, Германия    |            |
| Победа    | 11-0   | Том Иган           | TKO (удары локтями)    | UFC 93                                              | 17 января 2009   | 1     | 4:36  | Дублин, Ирландия   |            |
| Победа    | 10-0   | Джек Мейсон        | Сдача (удары руками)   | Cage Rage 28                                        | 20 сентября 2008 | 1     | 2:41  | Лондон, Англия     |            |
| Победа    | 9-0    | Ричард Гриффин     | TKO (удары руками)     | ZT Fight Night 12                                   | 30 августа 2008  | 1     | 2:41  | Брайтон, Англия    |            |
| Победа    | 8-0    | Марвин Арнольд Бло | TKO (удары руками)     | Cage Rage 25                                        | 8 марта 2008     | 1     | 1:32  | Лондон, Англия     |            |
| Победа    | 7-0    | Томми Магуайр      | TKO (удары руками)     | Cage Rage Contenders 7                              | 10 ноября 2007   | 2     | 3:17  | Лондон, Англия     |            |
| Победа    | 6-0    | Чарльз Барбоза     | Единогласное решение   | Cage Rage Contenders 6                              | 18 августа 2007  | 3     | 5:00  | Лондон, Англия     |            |
| Победа    | 5-0    | Тарсио Сантана     | Единогласное решение   | Cage Rage Contenders 5                              | 16 июня 2007     | 3     | 5:00  | Лондон, Англия     |            |
| Победа    | 4-0    | Сергей Уссанов     | Сдача (удушение сзади) | Cage Rage Contenders 4                              | 3 марта 2007     | 1     | 2:08  | Лондон, Англия     |            |
| Победа    | 3-0    | Людовик Перес      | Сдача (удары руками)   | ZT Fight Night 4                                    | 4 ноября 2006    | 1     | N/A   | Лондон, Англия     |            |
| Победа    | 2-0    | Уэсли Феликс       | TKO (удары руками)     | Full Contact Fight Night 3                          | 15 июля 2006     | 2     | 1:33  | Бракнелл, Англия   |            |
| Победа    | 1-0    | Джим Моррис        | Сдача (удушение сзади) | ZT Fight Night 2                                    | 25 июня 2006     | 1     | N/A   | Суссекс, Англия    |            |